# Worms Forts: Oblężenie
Worms Forts: Oblężenie (ang. Worms Forts: Under Siege) – komputerowa strategiczna gra turowa z 2004 roku, wyprodukowana przez brytyjskie studio Team17 i wydana przez Segę. Jest to druga (po Worms 3D) część serii Worms, która wykorzystuje grafikę trójwymiarową.
Gra tematycznie nawiązuje do starożytności i średniowiecza, a w stosunku do poprzednich odsłon serii cechuje się innym modelem rozgrywki. Rozgrywka polega na sterowaniu drużyną złożoną z najwyżej czterech dżdżownic oraz pokonaniu przeciwnika bądź zniszczeniu jego twierdzy przy użyciu przeróżnych rodzajów broni i niedopuszczeniu, by on pokonał gracza. Większość rodzajów broni jest dostępnych dopiero po wybudowaniu określonego budynku: wieży, kasztelu, zamku i cytadeli – każdego z nich coraz bardziej wytrzymałego i pozwalającego na użycie potężniejszych broni. Wszystkie budynki są ze sobą połączone logistycznie; zniszczenie głównej twierdzy prowadzi do zburzenia pozostałych budowli. Zwycięstwo w grze może zależeć od zniszczenia głównej twierdzy, zabicia wszystkich dżdżownic przeciwnika lub utrzymania przez trzy tury wielkiej budowli zwanej cudem.
Gra została chłodno przyjęta przez recenzentów. Krytycy zarzucali Worms Forts, że zbyt daleko odbiega od modelu rozgrywki charakterystycznego dla dwuwymiarowych gier z serii, a mechanika gry jest frustrująca.